# امین الرباطی
امین الرباطی (انگلیسی: Amin Erbati؛ زادهٔ ۱ ژوئیهٔ ۱۹۸۱) بازیکن فوتبال اهل مراکش بود.
از باشگاه‌هایی که در آن بازی کرده‌است می‌توان به باشگاه فوتبال الظفره، باشگاه ورزشی القطر، باشگاه فوتبال المپیک مارسی، باشگاه فوتبال الوحده امارات، باشگاه فوتبال مغرب تطوان، باشگاه ورزشی الاهلی مصر، و باشگاه فوتبال الرجا اشاره کرد.
وی همچنین در تیم ملی فوتبال مراکش بازی کرده‌است.